# Laudal
Laudal is een dorp en voormalige gemeente in de voromalige  fylke Vest-Agder in het zuiden van Noorwegen. Het dorp maakt sinds 1964 deel uit dan de toen gevormde gemeente Marnardal. In 2020 werd Marnardal toegevoegd aan Lindesnes. Laudal ligt aan Fylkesvei 461.
Laudal is tevens een parochie in de prosti Mandal. De kerk in het dorp dateert uit 1826.